# Lois sur les licences d'alcool au Royaume-Uni

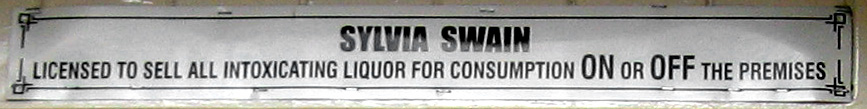
Les avis de permis sont habituellement affichés au-dessus de l'entrée d'un établissement de vente d'alcool

Les lois sur les licences d'alcool au Royaume-Uni (Alcohol licensing laws of the United Kingdom) réglementent la vente et la consommation d'alcool. La législation est différente pour l'Angleterre, le Pays de Galles, l'Irlande du Nord et l'Écosse. Elle passe par le parlement du Royaume-Uni, l'assemblée d'Irlande du Nord et le parlement écossais.

## Description
Dans tout le Royaume-Uni, la vente d'alcool est limitée aux pubs, aux restaurants et aux magasins autorisés par l'autorité locale. En Angleterre, au pays de Galles et en Écosse la possibilité de vendre de l'alcool est divisée en deux parties : 
- un permis d'établissement qui prescrit les heures et les conditions de ventes
- un permis personnel qui permet aux personnes physiques de vendre de l'alcool ou d'autoriser la vente par d'autres.

Tout permis autorisant la vente d'alcool doit être supervisé par un membre détenant un permis personnel valable, le responsable désigné de l'établissement (designated premises supervisor, ou, en Écosse, designated premises manager). Celui-ci a la responsabilité, au jour le jour, de la vente dans des locaux agréés. Il existe deux catégories de permis d'établissement : en vente sur place ou à emporter. Toutefois, cette distinction n'est pas faite explicitement dans la récente loi de 2003 sur les permis. La situation en Écosse et en Irlande du Nord est plus complexe. La plupart des permis sur place permettent aussi la vente à emporter.
L'achat d'alcool est autorisé à partir de 18 ans. Tout achat antérieur à cet âge, ou effectué par un adulte pour le compte d'un mineur est passible de poursuites, aussi bien contre l'acheteur que contre le vendeur. 
Toutefois,la législation permet la consommation d'alcool pour les moins de 18 ans dans les cas suivants : 
- L'enfant doit être âgé de 16 ans ou plus, est dans un lieu privé et a le consentement de ses parents ou tuteurs ;
- Un individu de 16 et 17 ans peut boire de la bière, du vin et du cidre, consommés uniquement à table.

La Licensing Act 2003 (en) révise et consolide en une seule loi les nombreux dispositifs alors en cours. Il s'agit en Écosse de la Licensing (Scotland) Act 2005. 
Les mêmes réformes ont été proposées en Irlande du Nord mais n'ont pas été adoptées. Les lois y restent plus strictes qu'en Grande-Bretagne.
Les licencing laws ne s'appliquent pas dans les aéroports du pays, où se saouler sans limite est donc légal.

## Histoire
Au XVIIIe, le gin, moins cher que la bière, devient très populaire. Ainsi en 1740, six fois plus de gin que de bière ont été produits. Des 15 000 débits de boissons existant à Londres, la moitié était des gin-shops. En 1736, une loi sur le gin apparaît qui provoque des émeutes. En 1751, une nouvelle loi, la Gin Act 1751 (en) a plus de succès en remplaçant la taxe et en restreignant la vente uniquement aux débits de boissons. 
Au XIXe, de nouvelles lois restreignent les heures d'ouverture des débits. 
En 1914, la Defence of the Realm Act (en) contient un article concernant les heures d'ouverture des pubs pour vendre de l'alcool car l'on croyait que la consommation d'alcool nuirait à l'effort de guerre. Les horaires sont alors fixés au déjeuner (12h00-14h40) et au dîner (18h30-21h30). À la fin des années 1980, les lois sur les permis sont devenues moins contraignantes et la période de consommation d'alcool dans les pubs est maintenant de 11 h 00 à 23h00. Les boîtes de nuit sont, elles, autorisées à rester ouvertes beaucoup plus tard. 
Traditionnellement, la phrase « Last orders! » est souvent utilisée pour annoncer la dernière occasion d'acheter des boissons, généralement dix ou quinze minutes à l'avance et est souvent annoncée par une cloche.
En 2005, une nouvelle loi est mise en application (Licensing Act de 2003) qui prévoit l'autorisation pour les débits d'alcool de demander une licence pour servir de l'alcool 24 heures sur 24. Le débat autour de cette loi argumente d'un côté qu'augmenter les heures de distribution d'alcool augmentera les problèmes liés à sa consommation, et de l'autre qu'il n'y a plus de pression à se saouler avant la fermeture et que des fermetures désynchronisées éviteront les rencontres alcoolisées violentes à l'heure légale de la fermeture de tous les bars. 

### En Irlande du Nord
La loi y est plus restrictive. Seul un nombre limité de permis est disponible pour les pubs et les magasins autorisés et il est possible de racheter celui d'un autre établissement. 
Les permis sont accordés et administrés par les tribunaux et non par les autorités locales. Un nouveau permis n'est accordé par la Cour du comté que sur le principe de la cession, et uniquement si le tribunal est convaincu que le nombre actuel des débits de boissons n'est pas suffisant. Le transfert d'un permis est réglé dans les tribunaux d'instance.

### En Écosse
Des lois sur l'alcool y existent depuis le XVIIIe siècle. La législation actuelle est la Licensing (Scotland) Act 2005, qui a remplacé la licence (Scotland) Act 1976, le 1er septembre 2009. Sept types de permis d'alcool sont administrés par des conseils d'octroi composés d'élus de l'autorité locale. 
Il y avait environ 30 organismes d'accréditation, chacun avec ses règles distinctes. À partir du 1er février 2008, l’Écosse est entrée dans une période de transition dans la perspective de l'entrée en vigueur de la loi de 2005, qui, à bien des égards, est proche de la Licensing Act 2003 anglaise mais ajoute la mention « protecting and improving public health ». L'administration continue d'être effectuée par les commissions d'octroi de permis, mais la loi a créé des Forums de permis pour accroître la participation communautaire. Les agents des normes d'octroi ont pour rôle d'informer, de rendre conforme et d'effectuer les médiations. 
Le changement majeur est que les heures d'ouverture le dimanche peuvent être modifiées pour correspondre au reste du Royaume-Uni, ce qui permet la vente à partir de 10h00, plutôt que de 12 h 30 avec la loi de 1976.

## Objectifs des permis
| Angleterre et Pays de Galles | Écosse | (Propositions pour l'Irlande du Nord) |
| --- | --- | --- |
| 1. prévention de la criminalité et du désordre 2. sécurité publique 3. prévention de la nuisance publique 4. protection des enfants contre le mal | 1. Prévention de la criminalité et du désordre 2. Assurer la sécurité du public 3. Prévention des nuisances publiques 4. Protéger et améliorer la santé publique 5. Protéger les enfants contre le mal | 1. Promotion de la santé publique 2. Promotion de la sécurité publique 3. prévention de la criminalité et du désordre 4. prévention de la nuisance publique 5. Protection des enfants contre les préjudices 6. traitement équitable de toutes les parties prenantes |